# Elisabeth Görgl
Elisabeth Görgl (n. 20 februarie 1981, Bruck an der Mur, Stiria, Austria) este o schioară alpină austriacă, medaliată olimpică. A participat la 3 ediții ale Jocurilor Olimpice (2006, 2010, 2014) în care a câștigat o medalie de bronz.